# Europees kampioenschap hockey vrouwen 2021
De 15e editie van het Europees kampioenschap hockey voor vrouwen werd van 5 juni tot en met 13 juni 2021 gespeeld in het Wagenerstadion in Amstelveen, Nederland. Tegelijkertijd werd ook het Europees kampioenschap voor mannen gespeeld. 
Titelverdediger Nederland won het toernooi door in de finale Duitsland met 2-0 te verslaan. België behaalde de bronzen medaille dankzij een 3-1 overwinning op Spanje. 
De beste drie teams kwalificeerden zich voor het Wereldkampioenschap in 2022, naast Spanje en Nederland die als gastlanden van het WK automatisch geplaatst waren.

## Gekwalificeerde teams
Naast gastland Nederland, waren de volgende teams geplaatst: de top-5 van het Europees kampioenschap dat van 16 tot 25 augustus 2019 werd gehouden in Antwerpen en de twee beste teams van het Europees kampioenschap voor B-landen.
| Data                | Toernooi         | Locatie            | Quotas | Gekwalificeerde teams                    |
| ------------------- | ---------------- | ------------------ | ------ | ---------------------------------------- |
| Gastland            | Gastland         | Gastland           | 1      | Nederland                                |
| 16-24 augustus 2019 | EK Hockey 2019   | Antwerpen, België  | 5      | België Duitsland Engeland Ierland Spanje |
| 4-10 augustus 2019  | EK voor B-Landen | Glasgow, Schotland | 2      | Italië Schotland                         |
| Totaal              | Totaal           | Totaal             | 8      |                                          |

## Groepsfase
Alle tijden zijn lokaal (UTC+2).

### Groep A
| Pos | Team          | Wed | W | G | V | Ptn | DV | DT | +/− | Kwalificatie       |
| --- | ------------- | --- | - | - | - | --- | -- | -- | --- | ------------------ |
| 1   | Nederland (G) | 3   | 3 | 0 | 0 | 9   | 21 | 1  | +20 | Naar halve finales |
| 2   | Spanje        | 3   | 1 | 1 | 1 | 4   | 6  | 9  | −3  | Naar halve finales |
| 3   | Ierland       | 3   | 1 | 1 | 1 | 4   | 2  | 5  | −3  |                    |
| 4   | Schotland     | 3   | 0 | 0 | 3 | 0   | 1  | 15 | −14 |                    |

| 5 juni 2021 15:30                           |         |         |                                                                 |
| Nederland                                   | 4–0     | Ierland | Scheidsrechters: Laurine Delforge (BEL) Sophie Bockelmann (GER) |
| Van Maasakker 9' Leurink 14', 44' Matla 25' | verslag |         | Scheidsrechters: Laurine Delforge (BEL) Sophie Bockelmann (GER) |

| 5 juni 2021 18:00                        |         |           |                                                            |
| Spanje                                   | 4–1     | Schotland | Scheidsrechters: Alison Keogh (IRL) Ilaria Amorosini (ITA) |
| Riera 8' Jiménez 31' Oliva 32' Magaz 36' | verslag | Dark 48'  | Scheidsrechters: Alison Keogh (IRL) Ilaria Amorosini (ITA) |

| 7 juni 2021 12:30 |         |           |                                                                 |
| Ierland           | 1–0     | Schotland | Scheidsrechters: Sophie Bockelmann (GER) Ilaria Amorosini (ITA) |
| Carroll 46'       | verslag |           | Scheidsrechters: Sophie Bockelmann (GER) Ilaria Amorosini (ITA) |

| 7 juni 2021 20:00 |         |                                                                        |                                                                     |
| Spanje            | 1–7     | Nederland                                                              | Scheidsrechters: Michelle Meister (GER) Céline Martin-Schmets (BEL) |
| Barrios 56'       | verslag | De Goede 14' Matla 19', 42', 43' Stam 27' Van Maasakker 35' Albers 55' | Scheidsrechters: Michelle Meister (GER) Céline Martin-Schmets (BEL) |

| 9 juni 2021 12:30 |         |            |                                                                |
| Ierland           | 1–1     | Spanje     | Scheidsrechters: Laurine Delforge (BEL) Ilaria Amorosini (ITA) |
| Upton 2'          | verslag | Garcia 12' | Scheidsrechters: Laurine Delforge (BEL) Ilaria Amorosini (ITA) |

| 9 juni 2021 20:00                                                                   |         |           |                                                            |
| Nederland                                                                           | 10–0    | Schotland | Scheidsrechters: Ivona Makar (CRO) Sophie Bockelmann (GER) |
| De Goede 4', 12' Keetels 15', 36' Matla 31', 56' Verschoor 42', 47', 50' Albers 42' | verslag |           | Scheidsrechters: Ivona Makar (CRO) Sophie Bockelmann (GER) |

### Groep B
| Pos | Team      | Wed | W | G | V | Ptn | DV | DT | +/− | Kwalificatie       |
| --- | --------- | --- | - | - | - | --- | -- | -- | --- | ------------------ |
| 1   | Duitsland | 3   | 2 | 1 | 0 | 7   | 7  | 1  | +6  | Naar halve finales |
| 2   | België    | 3   | 1 | 2 | 0 | 5   | 6  | 2  | +4  | Naar halve finales |
| 3   | Engeland  | 3   | 1 | 1 | 1 | 4   | 5  | 3  | +2  |                    |
| 4   | Italië    | 3   | 0 | 0 | 3 | 0   | 0  | 12 | −12 |                    |

| 6 juni 2021 10:30                                |         |        |                                                                          |
| Engeland                                         | 4–0     | Italië | Scheidsrechters: Céline Martin-Schmets (BEL) Anastasia Bogolyubova (RUS) |
| Haycroft 13' Hunter 25' De Ledesma 48' Rayer 52' | verslag |        | Scheidsrechters: Céline Martin-Schmets (BEL) Anastasia Bogolyubova (RUS) |

| 6 juni 2021 12:45 |         |                 |                                                             |
| Duitsland         | 1–1     | België          | Scheidsrechters: Sarah Wilson (SCO) Ymkje van Slooten (NED) |
| Pieper 53'        | verslag | Ballenghien 55' | Scheidsrechters: Sarah Wilson (SCO) Ymkje van Slooten (NED) |

| 7 juni 2021 14:45                        |         |        |                                                                      |
| België                                   | 4–0     | Italië | Scheidsrechters: Ymkje van Slooten (NED) Anastasia Bogolyubova (RUS) |
| Ballenghien 24', 54' Raye 34' De Mot 51' | verslag |        | Scheidsrechters: Ymkje van Slooten (NED) Anastasia Bogolyubova (RUS) |

| 7 juni 2021 17:00 |         |                             |                                                       |
| Engeland          | 0–2     | Duitsland                   | Scheidsrechters: Ivona Makar (CRO) Alison Keogh (IRL) |
|                   | verslag | Zimmermann 8' Fleschütz 32' | Scheidsrechters: Ivona Makar (CRO) Alison Keogh (IRL) |

| 9 juni 2021 14:45                                    |         |        |                                                                      |
| Duitsland                                            | 4–0     | Italië | Scheidsrechters: Ymkje van Slooten (NED) Anastasia Bogolyubova (RUS) |
| Fleschütz 4' Stapenhorst 33' Lorenz 42' Wortmann 54' | verslag |        | Scheidsrechters: Ymkje van Slooten (NED) Anastasia Bogolyubova (RUS) |

| 9 juni 2021 17:00 |         |            |                                                            |
| België            | 1–1     | Engeland   | Scheidsrechters: Sarah Wilson (SCO) Michelle Meister (GER) |
| Vanden Borre 59'  | verslag | Ansley 58' | Scheidsrechters: Sarah Wilson (SCO) Michelle Meister (GER) |

### Plaatsen 5 tot en met 8
De onderlinge resultaten uit de vorige ronde worden meegenomen

#### Groep C
| Pos | Team      | Wed | W | G | V | Ptn | DV | DT | +/− | Kwalificatie             |
| --- | --------- | --- | - | - | - | --- | -- | -- | --- | ------------------------ |
| 5   | Engeland  | 3   | 3 | 0 | 0 | 9   | 12 | 2  | +10 | Wereldkampioenschap 2022 |
| 6   | Ierland   | 3   | 2 | 0 | 1 | 6   | 5  | 5  | 0   |                          |
| 7   | Schotland | 3   | 1 | 0 | 2 | 3   | 4  | 5  | −1  |                          |
| 8   | Italië    | 3   | 0 | 0 | 3 | 0   | 1  | 10 | −9  |                          |

| 11 juni 2021 09:15                 |         |             |                                                                 |
| Schotland                          | 3–1     | Italië      | Scheidsrechters: Laurine Delforge (BEL) Sophie Bockelmann (GER) |
| Shields 17' Robertson 21' Bell 47' | verslag | Laurito 53' | Scheidsrechters: Laurine Delforge (BEL) Sophie Bockelmann (GER) |

| 11 juni 2021 11:30 |         |                                                |                                                            |
| Ierland            | 1–5     | Engeland                                       | Scheidsrechters: Sarah Wilson (SCO) Ilaria Amorosini (ITA) |
| Duke 9'            | verslag | Toman 20' Evans 23', 29' Owsley 42' Hunter 59' | Scheidsrechters: Sarah Wilson (SCO) Ilaria Amorosini (ITA) |

| 12 juni 2021 16:30              |         |        |                                                                |
| Ierland                         | 3–0     | Italië | Scheidsrechters: Ivona Makar (CRO) Anastasia Bogolyubova (RUS) |
| O'Flanagan 27', 42' Malseed 47' | verslag |        | Scheidsrechters: Ivona Makar (CRO) Anastasia Bogolyubova (RUS) |

| 12 juni 2021 18:45        |         |           |                                                                      |
| Engeland                  | 3–1     | Schotland | Scheidsrechters: Céline Martin-Schmets (BEL) Ymkje van Slooten (NED) |
| Petter 3' Owsley 30', 42' | verslag | Bell 29'  | Scheidsrechters: Céline Martin-Schmets (BEL) Ymkje van Slooten (NED) |

### Plaatsen 1 tot en met 4
|  | Halve finale | Halve finale |              |   | Finale | Finale |
|  |              |              |              |   |        |        |
|  | 11 juni      |              |              |   |        |        |
|  |              |              |              |   |        |        |
|  | Nederland    | 3            |              |   |        |        |
|  | Nederland    | 3            | 13 juni      |   |        |        |
|  | België       | 1            |              |   |        |        |
|  | België       | 1            | Nederland    | 2 |        |        |
|  | 11 juni      |              | Nederland    | 2 |        |        |
|  |              | Duitsland    | 0            |   |        |        |
|  | Duitsland    | Duitsland    | 0            | 4 |        |        |
|  | Duitsland    |              |              | 4 |        |        |
|  | Spanje       | 1            |              |   |        |        |
|  | Spanje       | 1            | Troostfinale |   |        |        |
|  |              |              |              |   |        |        |
|  | 13 juni      |              |              |   |        |        |
|  |              |              |              |   |        |        |
|  | België       | 3            |              |   |        |        |
|  | België       | 3            |              |   |        |        |
|  | Spanje       | 1            |              |   |        |        |

#### Halve finales
| 11 juni 2021 16:00                    |         |                  |                                                            |
| Nederland                             | 3–1     | België           | Scheidsrechters: Michelle Meister (GER) Alison Keogh (IRL) |
| Matla 5' Albers 16' Van Maasakker 49' | verslag | Vanden Borre 37' | Scheidsrechters: Michelle Meister (GER) Alison Keogh (IRL) |

| 11 juni 2021 18:30                                 |         |              |                                                            |
| Duitsland                                          | 4–1     | Spanje       | Scheidsrechters: Michelle Meister (GER) Alison Keogh (IRL) |
| Pieper 3' Zimmermann 45' Maertens 60' Schröder 60' | verslag | Bonastre 13' | Scheidsrechters: Michelle Meister (GER) Alison Keogh (IRL) |

#### Plaatsen 3 en 4
| 13 juni 2021 10:00                 |         |             |                                                            |
| België                             | 3–1     | Spanje      | Scheidsrechters: Michelle Meister (GER) Alison Keogh (IRL) |
| Nelen 21' Raye 42' Ballenghien 47' | verslag | Jimenez 46' | Scheidsrechters: Michelle Meister (GER) Alison Keogh (IRL) |

#### Finale
| 13 juni 2021 12:30    |         |           |                                                            |
| Nederland             | 2–0     | Duitsland | Scheidsrechters: Laurine Delforge (BEL) Sarah Wilson (SCO) |
| Keetels 18' Matla 56' | verslag |           | Scheidsrechters: Laurine Delforge (BEL) Sarah Wilson (SCO) |

| Europees kampioen 2021 |
| ---------------------- |
|                        |
| Nederland Elfde titel  |

## Eindrangschikking
| Rang   | Land      |
| ------ | --------- |
| Goud   | Nederland |
| Zilver | Duitsland |
| Brons  | België    |
| 4      | Spanje    |
| 5      | Engeland  |
| 6      | Ierland   |
| 7      | Schotland |
| 8      | Italië    |

 Gekwalificeerd voor het wereldkampioenschap van 2022.
 Gedegradeerd naar het Europees kampioenschap voor B-Landen in 2023